# Valdemar Tofte
Lars Valdemar Tofte (21. oktober 1832 i København – 28. maj 1907 sammesteds) var en dansk violinist.

## Uddannelse
Han var søn af brændevinsbrænder Hans Larsen Tofte (1798-1857) og Mathilde født Pedersen (1812-1867). Faderen, der elskede musik og spillede godt violin, ønskede, at drengen skulle blive musiker, navnlig violinvirtuos, tog ham derfor tidligt med på koncerter at høre kunstnere som Miska Hauser, François Prume, Carl Moeser og Hubert Léonard og gav ham dygtige lærere: først Carl Petersen, violinist i H.C. Lumbyes orkester og bekendt for sin smukke bueføring, og derefter kgl. kapelmusikus Julius Semler. Da Musikforeningens eget orkester i efteråret 1850 dannedes af Niels W. Gade, var Tofte med blandt primoviolinisterne, og på Gades råd og forsynet med dennes vægtige anbefaling til "violinkongen" Joseph Joachim i Hannover rejste den unge mand derned og studerede fra 1853 til 1856 hos Joachim og til dels hos Louis Spohr i Kassel.

## Karriere
Efter sin hjemkomst debuterede han i maj 1856 med stort bifald i Musikforeningen og virkede i denne forening som solist og primarius til 1882, hvorefter han trak sig tilbage for yngre kræfter; i Kapellet, hvor han blev ansat 1863, alternerede han som solist sammen med Christian Schiørring, til han 1893 tog sin afsked. Da Musikkonservatoriet trådte i virksomhed 1867, blev han første violinlærer ved dette, hvilket han var til 1904. Han har æren af at have uddannet en hel skole af violinister i Danmark. Kunstnere som Anton Svendsen, Frederik Hilmer, Frida Schytte, Fini Henriques, Frederik Rung, Victor Bendix, Carl Nielsen, Georg Høeberg osv. er beviser på hans dygtighed som lærer; i Kapellet var med få undtagelser alle violinister og bratschister omkring 1900 elever af Tofte.
Tofte blev gift 3. marts 1866 i Trinitatis Kirke med Ane Kirstine Pauline Willumsen (23. maj 1838 i København - 17. august 1914 på Frederiksberg), datter af vognmand Jørgen Willumsen (1801-1854) og Marie Elisabeth Poulsen (1802-1879).

## Hæder
Tofte blev Ridder af Dannebrog 1881 og Dannebrogsmand 1902. For sin lange og betydningsfulde virksomhed blev han 1893 hædret med professortitlen.
Han er begravet på Vestre Kirkegård, hvor gravstenen i skønvirkestil er tegnet af Thorvald Bindesbøll og rejst 1908.

## Gengivelser
- Portrætmaleri af Albert Rüdinger 1867 (Det Kongelige Teater)
- Portrætmaleri af Julius Paulsen 1902 (Musikkonservatoriet)
- Posthumt maleri af J. Nesné [Johanne Nesné?] (Teatermuseet i Hofteatret)
- Fotografier 1894 af Harald Paetz og 1904 (begge Det Kongelige Bibliotek)